# يوليوس فاست
يوليوس فاست (بالإنجليزية: Julius Fast)‏ هو كاتب أمريكي، ولد في 17 أبريل 1919 في مانهاتن في الولايات المتحدة، وتوفي في 16 ديسمبر 2008 في كينغستون في الولايات المتحدة.